# Michail Grigorjewitsch Sergejew
Michail Grigorjewitsch Sergejew (russisch Михаил Григорьевич Сергеев; * 1903; † 1993) war ein sowjetischer Diplomat. Er war Botschafter in Belgien, Luxemburg, Argentinien und Griechenland.

## Leben
1936 trat Sergejew in den Dienst des Volkskommissariats für Auswärtige Angelegenheiten der Sowjetunion. Von 1936 bis 1939 war er sowjetischer Generalkonsul in Mailand. Von 1939 bis zum 3. Juni 1941 war er – als Erster Sekretär – Geschäfträger der sowjetischen Mission in Griechenland. Von 1943 bis März 1945 leitete er die Erste Europäische Abteilung im Volkskommissariat für Auswärtige Angelegenheiten. Von März 1945 bis Juli 1947 war Sergejew außerordentlicher und bevollmächtigter Botschafter der UdSSR in Brüssel, zwischen November 1945 und Juli 1947 zweitakkreditiert in Luxemburg. Von Juli 1947 bis Juni 1948 war er sowjetischer Botschafter in Buenos Aires. Von 1948 bis 1950 wirkte er als stellvertretender Leiter, von 1950 bis Juli 1953 als Leiter der Ersten Europäischen Abteilung im Ministerium für Auswärtige Angelegenheiten der UdSSR. Von Juli 1953 bis Januar 1962 war er schließlich Botschafter der UdSSR in Athen.
Sergejew war Mitglied der KPdSU und sprach unter anderem fließend neugriechisch.